# ツァリツィノ公園

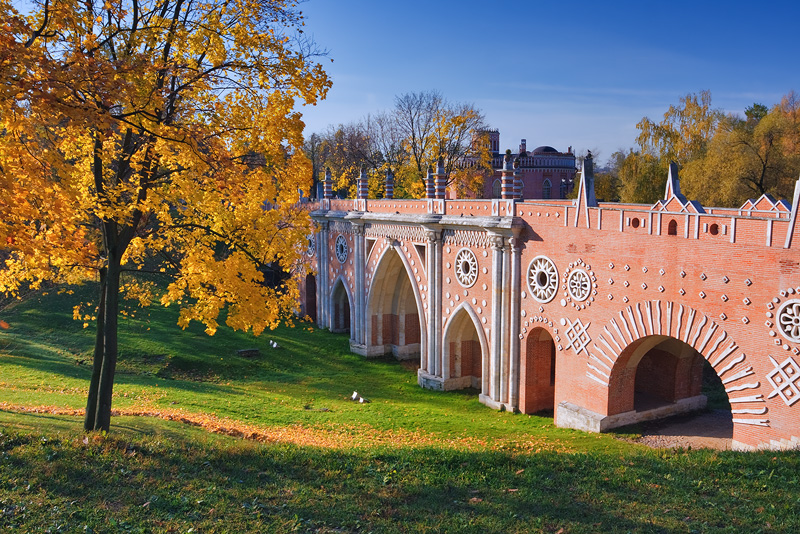

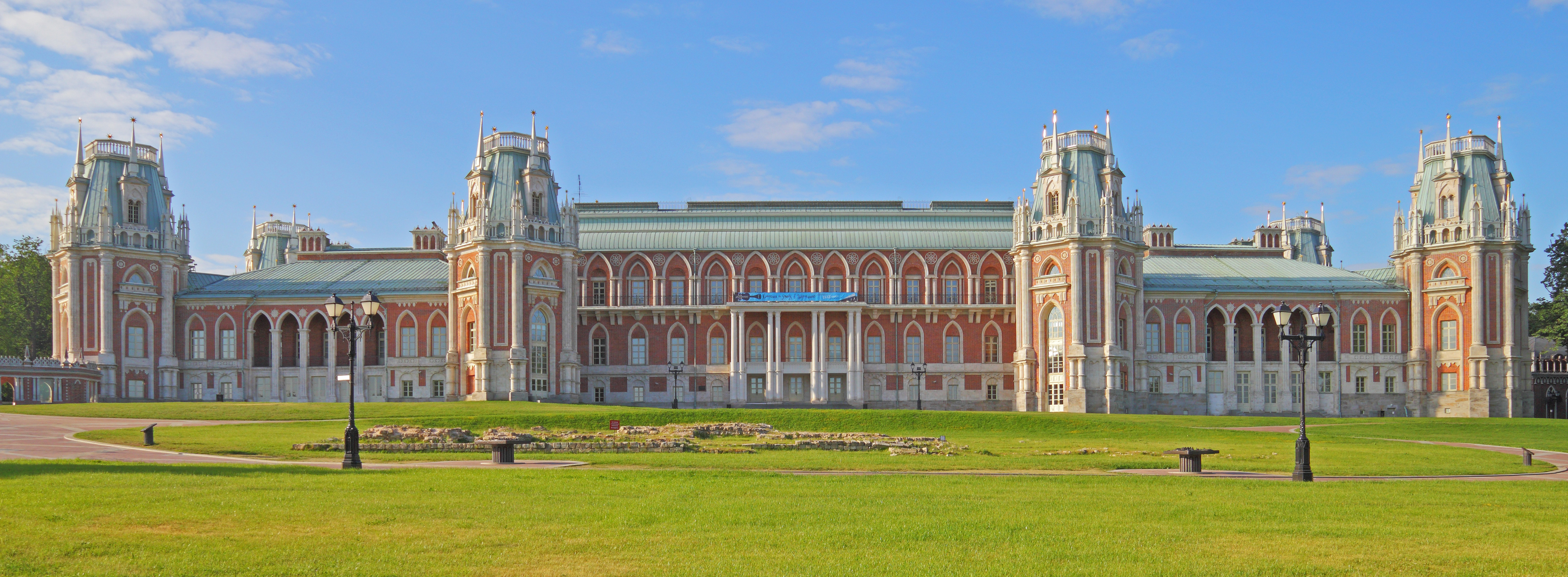

ツァリツィノ公園（ツァリツィノこうえん、ロシア語：Царицыно）は、モスクワ南にある公園。園内にはツァリツィノ宮殿が位置する。ツァリツィノ地下鉄駅の近くにある。

## 歴史
16世紀よりこの土地は知られており、その頃はツァーリのボリス・ゴドゥノフの妹、イリナ・ゴドゥノヴァによって所有され、ボゴロツコエと呼ばれていた。
17世紀にはロシアの名門貴族ゴリツィン公爵家のものとなった。1775年には偶然ここを通りその美しさに魅了されたエカチェリーナ2世がここを買い取り「皇后の」を意味する現在の名へ地名を変えた。1776-85年に建築家のワシリー・バジェーノフはエカチェリーナ2世のため宮殿を作るも完成間際、女帝が訪れた際女帝は「暗すぎるし窮屈」として住居としては却下し宮殿を取り壊すよう命令し、バジェーノフは解雇された。バジェーノフの建築した宮殿の一部分は今も姿をとどめている。
1786年マトヴェイ・カザコフが新しい宮殿の建築プランを計画し、エカチェリーナ2世に認可されると、彼の監督の下1796年女帝の死までは建築が続けられた。女帝の後継ぎとなったパーヴェル1世は宮殿の建築に興味を示さず、巨大な宮殿は未完のまま200年間あり続けた。2005-07年に拡張工事が行われついに完成した。現在公園には宮殿や歴史、建築、美術の博物館が美しい森や湖沼に囲まれてたたずんでいる。